# Балс, Герт
Геррит (Герт) Балс (нидерл. Gerrit "Gert" Bals; 18 октября 1936, Утрехт — 20 мая 2016, Венендал) — нидерландский футбольный вратарь. Выступал за команды ПСВ и «Аякс», завершил игровую карьеру в клубе «Витесс».

## Биография
Герт Балс начал свою футбольную карьеру в родном городе Утрехт в молодёжном клубе РУК. Позже Герт выступал в клубах низших дивизионах Нидерландов: «Велоксе», «Зисте» и «Т' Гой». Бывший вратарь ПСВ Пим Беккеринг (Беккеринг так же выступал в «Т' Гой» как и Балс) посоветовал ПСВ купить 24-летнего голкипера. Перейдя в ПСВ в 1961 году Балс на протяжении четырёх сезонов защищал ворота ПСВ, всего Балс сыграл 124 матча и стал в 1963 году чемпионом Нидерландов.
В 1965 году Герт перешёл в амстердамский «Аякс», ПСВ получил за вратаря 71 750 тыс. гульденов. Дебют Герта состоялся 22 августа 1965 года в матче против клуба ДОС, матч завершился победой «Аякса» со счётом 2:1, у «Аякса» забитыми голами отличились Ко Принс и Шак Сварт. Переход в «Аякс» для Герта стал лучшим этапом его карьеры. За пять лет в «Аяксе» Герт выиграл четыре титула чемпиона Нидерландов и два кубка Нидерландов. Герт так же был участником финального матча кубка Чемпионов 1969 года против итальянского «Милана», в котором «Аякс» проиграл 4:1. На протяжении нескольких лет Балс был капитаном «Аякса», всего за амстердамский клуб он провёл 216 официальных матчей.
В 1970 году Герт покинул «Аякс», его место в воротах занял более молодой Хейнц Стёй. Спустя два года Герт вернулся в футбол став игроком «Витесса» из Арнема, спустя год, проведя за «Витесс» 25 матчей Герт решил завершить свою профессиональную карьеру.

## Достижения
- Чемпион Нидерландов: 1963, 1966, 1967, 1968, 1970
- Обладатель кубка Нидерландов: 1967, 1970